# François Guay
Pour les articles homonymes, voir Guay.
François Guay (né le 8 janvier 1968 à Gatineau au Québec) est un joueur de hockey sur glace canadien.

## Biographie
L'attaquant commence sa carrière aux Voisins ou Titan de Laval dans la Ligue de hockey junior majeur du Québec. Il fait partie du repêchage d'entrée dans la LNH 1986, à la 152e place, à la 8e ronde, par les Sabres de Buffalo.
Il intègre leur club-école, les Americans de Rochester, en Ligue américaine de hockey. Mais en trois saisons, il ne joue qu'un seul match en LNH. Il part pour l'Europe et arrive en Autriche en 1991, au sein de l'EV Innsbruck. Après deux saisons, il est transféré en 1993 à l'EC Klagenfurt AC. En 1994, il trouve une place dans le club suisse SC Herisau en Ligue nationale B.
Après deux saisons, le Canadien se relance en Allemagne en 1996 avec les Adler Mannheim qui remportent le championnat durant deux saisons consécutives. En 1998, il signe un contrat avec les Huskies de Cassel où il finit sa carrière en 2001.